# Paramiopsalis anadonae
Espèce
Paramiopsalis anadonae est une espèce d'opilions cyphophthalmes de la famille des Sironidae.

## Distribution
Cette espèce est endémique des Asturies en Espagne. Elle se rencontre vers Illano.

## Description
Le mâle holotype mesure 2,00 mm et la femelle paratype 2,31 mm.

## Étymologie
Cette espèce est nommée en l'honneur d'Araceli Anadón.

## Publication originale
- Giribet, Benavides & Merino-Sáinz, 2017 : « The systematics and biogeography of the mite harvestman family Sironidae (Arachnida : Opiliones : Cyphophthalmi) with the description of five new species. » Invertebrate Systematics, vol. 31, no 4, p. 456–491.